# ジャン・ピエール・ボワイエ
ジャン・ピエール・ボワイエ（Jean Pierre Boyer, おそらく1776年2月15日 - 1850年7月9日）は、ハイチの軍人・ハイチ共和国大統領 (1822年 - 1843年)。

## 生涯

### 生い立ち
ボワイエはプロヴァンス人の父とギニア出身の母の子で自由なムラートとしてポルトープランスで生まれ、父の影響でフランスの士官学校で教育を受けた。その後フランス共和国軍に加わり、短期間で大隊指揮官に昇格した。次いで彼はフランスの代表部に加わり、白人と王党派に対する戦いに加わるためにサン＝ドマングに戻った。この直後にサン＝ドマングはイギリス軍の侵攻を受けた。そしてジャクメルでアンドレ・リゴー将軍が率いる部隊に参加した。リゴーら全ムラート軍は南部でトゥーサン・ルヴェルチュールに対し戦い敗れ、ボワイエは新たな友人リゴーらとフランスへ逃れた。
途中ボワイエは生涯に一度だけ米国に立寄ったが、いつもその時のことをありありと思い浮かべた。米国滞在時にクエーカーとその慈善的な生き方に触れ、深く感銘を受けた。米仏の危機が去るとボワイエはフランスへ渡り、1801年までパリで過ごした。この間にフランスがムラートの権利を奪い、サン＝ドマングで奴隷制を再開するつもりであったことは覆いようもなかった。ボワイエらは1802年にルクレールと帰還した。ボワイエは座して見守ってはいなかった。アレクサンドル・ペションらに加わり、ムラートと黒人の連合がフランスの支配を終わらせた。

### 独立と賠償
ハイチは1804年に独立しジャン＝ジャック・デサリーヌが皇帝となるが1806年に倒され、アンリ・クリストフの支配する北部のハイチ王国とペションの支配する南部のハイチ共和国とに分かれた。クリストフが自殺するとペションの後継者となっていたボワイエはハイチ王国を併合した。1821年にサントドミンゴがスペインから独立すると侵攻して1822年2月にこれも併合した。ボワイエは1843年にエリート支配層の支持を失って追放されるまでイスパニョーラ島全島を支配した。
ボワイエはフランスの脅威を国際的に取り除くことを願って交渉を始めた。14隻のフランスの軍艦がポルトープランス沖に停泊する中で、1825年7月11日に合意が結ばれ、ボワイエは賠償に署名した。そこで5年以内に1億5000万フランを支払う見返りとして、フランスがハイチを独立国と認めると宣言した。この金額はボワイエの交渉の末1838年に9000万フランに減額されたものの、ハイチ経済に壊滅的な打撃となり、残酷にもボワイエは賠償の最初の分を支払うためのフランスからの3000万フランの借入の交渉を強いられた。
ハイチの人々は自給的農業に移行していたが、このためにボワイエは半封建的小作農業を強制することになった。ハイチの人々はこの状況に気分を損ね、彼らをなだめるためにボワイエは最初の革命時に試みられて放棄された土地分配計画を復活させた。大きなプランテーションは細分され、土地が分配されて、地方の住民には彼らの小自作農地に応じた生産割当てが与えられた。ボワイエ政権は1843年まで持ち堪えたが、ひどい経済状況が地震によってさらに悪化し、恵まれない地方の住民が1月末にシャルル・リヴィエル＝エラールの下に蜂起した。2月13日ボワイエはハイチからジャマイカに逃れ、フランスに亡命しパリで亡くなった。
ボワイエの子孫は今日も困窮したハイチで生活している。

## 脚註
1. 1 2 3  Baur, John Edward (1947). The Journal of Negro History. Association for the Study of African-American Life and History, Inc.. pp. pp 307-353
2. ↑  Rogozinski, Jan (1999). A Brief History of the Caribbean (Revised ed.). New York: Facts on File Inc.. pp. pp 218-220. ISBN 0-8160-3811-2